# 鵝口瘡
鹅口疮（英語：Oral candidiasis）是由白色念珠菌引起的口腔黏膜炎症，又称口腔念珠菌病，是婴幼儿常见的口腔炎，尤其在新生儿期该病较为常见。
白色念珠菌在健康人皮肤上、肠道、阴道寄生。多由于乳具消毒不严，乳母奶头不洁或喂奶者手指污染所致；也可在出生时经产道感染；或见于腹泻、使用广谱抗菌素、肾上腺皮质激素的患者。

## 症狀
在患儿口腔黏膜上出现白色象乳凝块样的东西；常见于颊黏膜、上下唇内侧、舌、齿龈、上腭等处；有时波及咽部。初起时，为点状或小片状；逐渐融合成大片乳白色膜，略凸起，边缘不充血，此白膜不易擦掉，如强行剥掉，局部黏膜潮红、粗糙并有渗血，黏膜迅速又生成。
鹅口疮患处不痛，不引起流口水，不影响吸奶，没全身症状。有时，患儿会出现不肯吃奶现象。
鹅口疮患儿全身抵抗力下降时，白色象乳凝块样的东西可蔓延到咽后壁、食管、肠道，喉头、气管、肺等。出现呕吐、呛奶、吞咽困难、声音嘶哑、呼吸困难等症状。白色念珠菌偶有侵入血液，形成败血症、脑膜炎等严重并发症。

## 檢驗方式
取少量白色黏膜化验，找到白色念珠菌菌丝及孢子，是实验室诊断依据。

## 预防
每次给小孩喂奶前，应该先清洁双手。严格消毒奶具，先用3%的碳酸氢钠溶液浸泡奶具约30分钟，清水冲洗然后煮沸消毒；母亲哺乳前，可用沾有1%碳酸氢钠溶液的纱布清洁乳头。

## 外部連結
- 微生物免疫學-Picornaviridae(小RNA病毒科)
- 微生物免疫學-Candidiasis albicans(白色念珠菌) （页面存档备份，存于）